# Естественная религия
Естественная религия — религия, возникшая в древности естественным путём (без участия божественного откровения) и/или связанная с поклонением природе.
В эпоху Просвещения это понятие широко использовалось деистами для описания «религии здравого смысла» или «религии разума». Однако разные мыслители вкладывали в него разное содержание. Некоторые из них считали само это понятие бессмысленным. Некоторые описывали этой фразой пантеистическое учение, согласно которому сама природа божественна. В современной философии этой фразой описывают использование «естественных» для человека когнитивных способностей, таких как разум, чувственное восприятие, способность к анализу своих мыслей и поступков, для рассмотрения вопросов религии; в современном смысле термин «естественная теология» обозначает то же самое.
Философ Питер Бирн выделил четыре группы представлений о естественной религии:
- Естественная религия как противоположность религии откровения
- Естественная религия (теология) как противоположность гражданской теологии и мистической теологии[19]
- Естественная религия как противоположность сверхъестественной религии
- Естественная религия как присущая человеку от природы (естественная) религиозность

## Ранние представления
Одна из ранних точек зрения на естественную религию была изложена французским философом Жаном Боденом в произведении «Беседа семерых о сокровенных тайнах возвышенных вещей» (написано в 1588 году, но не опубликовано; стало известно через рукописные копии в 1600-х годах). Там естественная религия рассматривается как старейшая религия прародителей человечества. Книга представляет собой диалог семи представителей различных точек зрения: атеист, представители трёх направлений христианства (кальвинист, католик и лютеранин), иудаист, мусульманин и натурфилософ. Они выражают свои взгляды на обсуждаемые вопросы, при этом во второй и третьей частях книги больше всего высказывается натурфилософ. В частности, он утверждает, что Бога можно познать только путём познания Его творения — «всеобъемлющего театра природы». Эту же точку зрения Боден почти теми же словами высказывал в другом своём произведении — Universae naturae theatrum (1596). Диалог заканчивается на согласии его участников с тем, что различные религиозные взгляды имеют право сосуществовать в гармонии. Гармония природы основана на многообразии, и эту гармонию многообразия нужно воссоздать и в сфере религии, то есть достичь религиозной толерантности, основанной на признании многообразия религий.
Работа Бодена ходила лишь в виде рукописи, поэтому она была доступна немногим и не оказала значительного влияния в то время. Представления о естественной религии были развиты в Англии в 1600-х годах. В то время было распространено представление, в частности благодаря работам Гуго Гроция, что существует некое «естественное право» — определённые неизменные принципы, лежащие в основе любой системы права. Гуго Гроций проводил параллели между естественным правом и естественной религией.

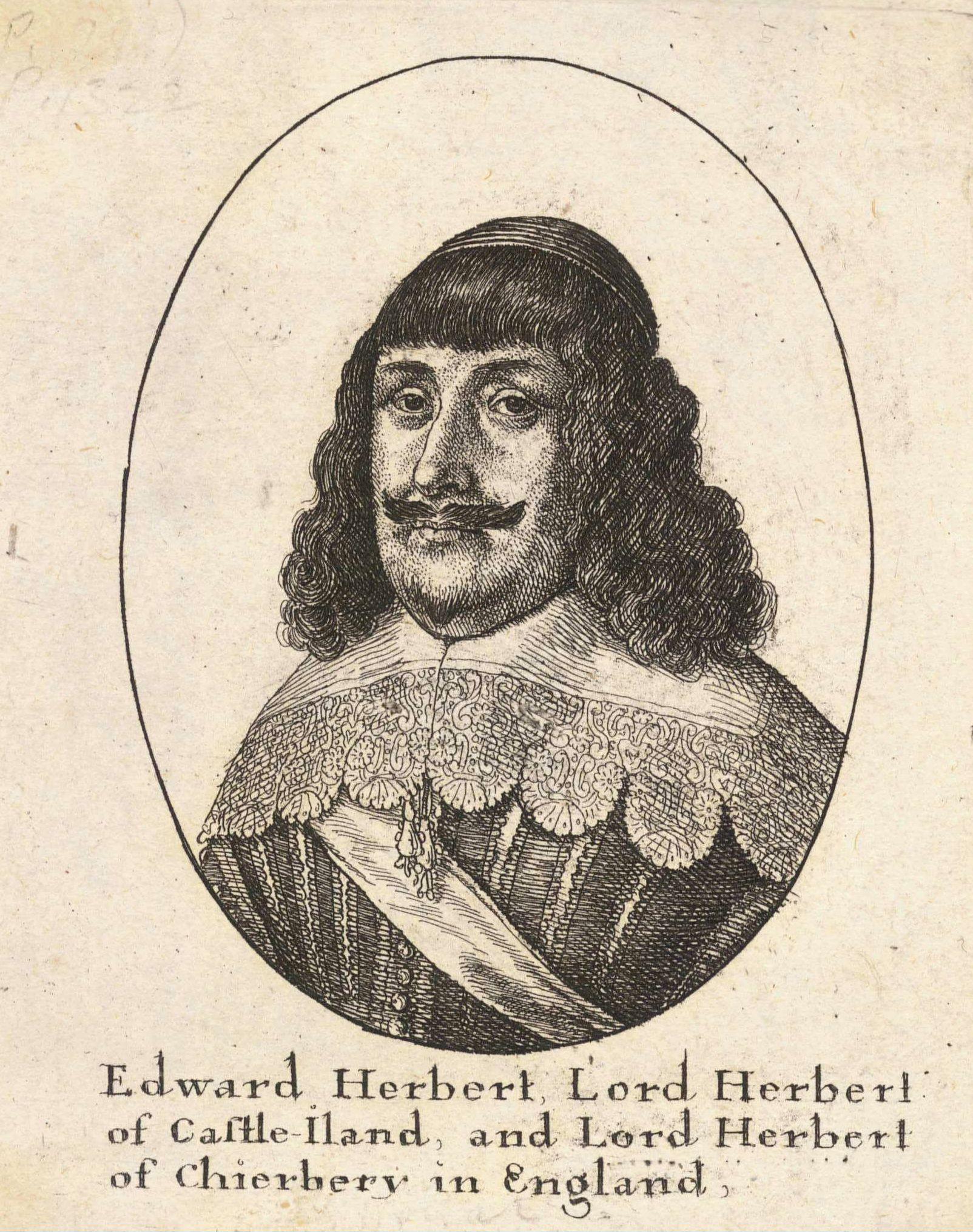
Герберт Чербери, рисунок Вацлава Холлара

Развивая мысль о «естественном праве», Герберт Чербери в 1645 году описал пять истин естественной религии:
- существует некое высшее божество;
- его следует почитать;
- важнейшей частью почитания является добродетель;
- отход от добродетели надлежит искупать покаянием;
- вознаграждение или кара ждут человека в этой жизни и после смерти[28].

Чербери считал, что эти пять аксиом, взятые в чистом виде, представляют собой исторический фундамент более поздних религий. Формулируя эти принципы, Чербери следовал критерию истинности Викентия Леринского: «то, чему верили повсюду, всегда, все».

## В деизме

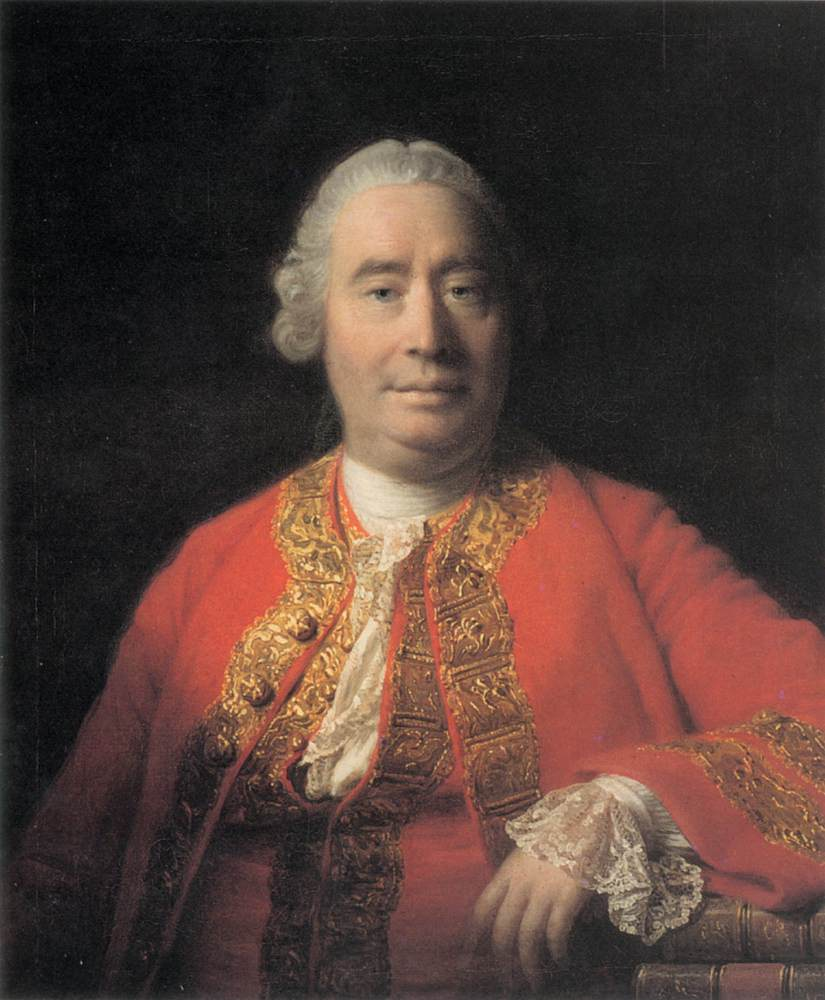
Дэвид Юм

Пять истин естественной религии, которые изложил Герберт Чербери, впоследствии легли в основу деизма.
Деизм никогда не был однородным течением, и само слово «деист» изначально было ругательным ярлыком, который популяризировали критики, в частности, епископ Эдуард Стиллингфлит в своём «Письме к деисту» (1677). Поэтому представления о естественной религии несколько отличались у разных деистов. Общим у них было то, что они рассматривали существующие религии в сравнении с естественной религией, причём чаще всего сравнение было не в пользу существующих.
Деисты утверждали, что естественная религия не содержит обрядов и внешних атрибутов господствующих религий (католицизма и т. п.), также как и протестантского фанатизма. Они осуждали любую религиозную нетерпимость, считая, что суть различных религий едина. Многие деисты считали, что естественная религия основана на разуме и здравом смысле. Например, Мэтью Тиндал в работе «[religion.wikireading.ru/133646 Христианство, древнее как само Творение, или Евангелие как воспроизведение естественной религии]» (Christianity as Old as the Creation, or the Gospel a Republication of the Religion of Nature, 1730), которую часто называли «Библией деистов», определял естественную религию так:

Под естественной религией я понимаю веру в существование Бога, а равно сознание и исполнение тех обязанностей, что вытекают из знаний, которые мы, по нашему разуму, имеем о нем и его совершенстве; и о себе, и о наших собственных недостатках и отношениях, в которых мы стоим перед ним и нашими ближними; так что религия природы охватывает все, что основано на разуме и природе вещей.
Оригинальный текст (англ.)By natural religion, I understand the belief of the existence of a God, and the sense and practice of those duties which result from the knowledge we, by our reason, have of him and his perfections; and of ourselves, and our own imperfections, and of the relationship we stand in to him, and to our fellow-creatures; so that the religion of nature takes in everything that is founded on the reason and nature of things.

Понятие естественной религии использовалось для сопоставления с понятием религии откровения, часто для критики религий откровения. Деист Томас Морган в 1738 году проводил различие между естественной и «позитивной, институализированной, откровенной религией», описывая последнюю так: «И говоря прямо, я назову это политической религией или религией иерархии».
Ф. Макс Мюллер в лекциях «Естественная религия» 1888 года сказал:

Две религии (иудаизм и христианство) считались, по крайней мере в Европе, отличающимися от всех остальных; эти две классифицировались как сверхъестественные и откровенные, в противоположность всем другим религиям, которые рассматривались как неоткровенные, как естественные, а некоторыми богословами даже как вдохновлённые силами зла.
Оригинальный текст (англ.)These two religions (Judaism and Christianity] were considered, in Europe at least, as different in kind from all the rest, being classed as supernatural and revealed, in opposition to all other religions which were treated as non-revealed, as natural, and by some theologians even as inspired by the powers of evil.

Он же утверждал, что естественная религия может существовать и действительно существует без религии откровения, но обратное невозможно: религия откровения не существовала бы без естественной.

### Юм
Представление деистов о естественной религии впоследствии пошатнул шотландский философ Дэвид Юм.
В ряде работ (прежде всего «Естественная история религии» 1757 года и «Диалоги о естественной религии», написанная в 1751 году, опубликованная в 1779 году) Юм утверждал, что естественная религия основана не на разуме, а на человеческих эмоциях. Естественная религия, если под этим термином подразумевать религиозные убеждения нецивилизованных народов, представляла собой суеверия, из которых проистекала вера во множество богов. Примитивный человек не был философом, ясно видящим истину единого Бога. Первобытными людьми руководил не здравый смысл, а страх.
Юм сделал вывод, что любая религия основана на человеческих слабостях, а разум и здравый смысл мало влияет на её развитие; он указал, что в этом плане естественная религия не имеет преимуществ перед религиями откровения.

## Как религия природы
Ряд авторов, в том числе деисты, описывают естественную религию как старейшую религию, возникшую естественным путём (самопроизвольно) и связанную с поклонением силам Природы.
В частности, Ф. Макс Мюллер подробно описал, откуда берётся естественная религия и как она проявляется:

Книжные религии сильно отличаются от безкнижных религий, и с исторической точки зрения это различие — очень верное основание для их разделения. Но достоинства книжных религий не должны заставлять нас думать, что безкнижные религии — это религии второго сорта.

Один индеец племени черноногих так описал разницу между своей религией и религией белого человека: «Великий Дух дал две религии. Одна — в книге для белых людей, которые, следуя этому учению, достигнут небес белого человека; другая — в головах индейцев, в небе, скалах, реках и горах. И краснокожие люди, которые слушают Бога в природе, услышат его голос и найдут в конце концов небеса свыше».

Та религия, которая в голове и в сердце, в небе, скалах, реках и горах — это то, что мы называем «Естественной религией». Её корни в природе, в человеческой природе и в той внешней природе, которая для нас является одновременно завесой и откровением Божественного.
Оригинальный текст (англ.)There is a great difference between book-religions and bookless religions, and the difference offers, from an historial point of view, a very true ground of division. But because the book-religions have certain advantages, we must not imagine that the bookless religions are mere outcasts. 

A Blackfoot Indian described the difference between his own religion and that of the white man in the following words [reference: The Indians, whence come they? by McLean, 1889, p.301]: 'There were two religions given by the Great Spirit, one in a book for the guidance of the white men who, by following its teachings, will reach the white man's heaven; the other is in the heads of the Indians, in the sky, rocks, rives, and mountains. And the red men who listen to God in nature will hear his voice, and find at last the heaven beyond.'

Now that religion which is in the head and in the heart, and in the sky, the rocks, the rivers and the mountains is what we call Natural Religion. It has its roots in nature, in human nature, and in that external nature which to us is at the same time the veil and the revelation of the Divine

## Критика
Немецкий философ Фридрих Паульсен в 1892 году описывал естественную религию как абстрактную и считал, что она не может существовать. Он утверждал, что «тоску по религии» порождают человеческие чувства, относящиеся к трём категориям: страх и нужда; радость и изумление; разочарование и усталость от мира. Лишь историческая религия, то есть «вера, в которой жили и умирали отцы», способна удовлетворить эту тоску:

«Когда начинает ощущаться потребность в религии, великие символы, ещё ребёнку толковавшие смысл мира, снова оживают в сознании. ... Построения философов, теории учёных, системы богословов проходят, подобно облакам, появляющимся вечером и исчезающим утром. 
Религия существует и может существовать только в форме народной религии, исторически происходящей и конкретно выраженной в символах и священнодействиях. Абстрактная религия, как её искали под названием разумной или естественной, невозможна».

Помимо этого, Ф. Паульсен критиковал естественную религию за нехватку трансцендентной, сверхъестественной составляющей. При этом он также цитировал Э. Ренана, который критиковал деизм в целом: «Ясность деизма всегда будет мешать ему сделаться религией. Религия, которая была бы так ясна, как геометрия, не возбуждала бы ни любви, ни ненависти».